# محيي الدين عبد الحليم
ولد د.محيى الدين عبد الحليم في قرية كمشيش مركز تلا بمحافظة المنوفية بجمهورية مصر العربية في 15 مارس 1941م. وتدرج في مراحل التعليم المختلفة حتى حصل على الإجازة العالية (الليسانس) من قسم الصحافة بكلية الآداب بجامعة القاهرة عام 1964م، ثم واصل مشواره العلمي فالتحق بالدراسات العليا حتى حصل على درجة التخصص (الماجستير) في الصحافة من جامعة القاهرة عام 1974م، وهو أول متخصص يحصل على هذه الدرجة من جامعة القاهرة، ثم حصل على درجة العالمية في الإعلام من جامعة القاهرة بمرتبة الشرف الأولى عام 1978م.
أسهم هذا الرجل في نشر وتأصيل لغة حديثة فرضها التطور ومسايرة العصر هي: لغة الإعلام الديني، وله أكثر من عشرين بحثًا علميًّا ارتقت إلى درجة المرجعية للهيئات الدولية والدارسين نشرت في مجلات علمية، وكذلك ناقش وأشرف على الكثير من رسائل الماجستير والدكتوراه، وهو خبير إعلامي في المنظمة الإسلامية للعلوم والتربية والثقافة، وله نشاطات محلية ودولية، وهو أول من أنشأ قسما للصحافة والإعلام الإسلامي في جامعة الأزهر ثم بعد ذلك في الجامعات الإسلامية بالدول العربية، وقد تولى أيضا منصب المستشار الإعلامي لوزير الأوقاف الأسبق بمصر، وكان أيضا مستشارًا في منظمة اليونسكو وعضوًا في الجمعية المصرية لصحة المسنين غير القادرين علي خدمة أنفسهم وعضوًا في منظمة اليونيسف وفي المجالس القومية المتخصصة.
قام الراحل بدور بارز في وضع الإعلام الإسلامي بصورته اللائقة به، حيث شمر عن ساعده وألف مصنفات بديعة وكتب بحوثًا قيمة أبدع فيها إبداعًا منقطع النظير، تعد من العُمد الأساسية للباحثين في مجالات الدعوة والإعلام حيث تميزت بالثراء والخصوبة والإبداع، ومنها: الاتصال بالجماهير والرأي العام- الأصول والفنون، وخطبة الجمعة والاتصال بالجماهير، والرأي العام في الإسلام، والإعلام الإسلامي وتطبيقاته العملية، والدعوة الإسلامية والإعلام الدولي، وإشكاليات العمل الإعلامي بين الثوابت والمعطيات العصرية، والدراما التليفزيونية، والعربية في الإعلام: الأصول والقواعد والأخطاء الشائعة، والمنافقون وأصول العمل الإعلامي، والرؤية الإسلامية لإعلام الطفل .. وله أيضا عشرات الأبحاث والدراسات المنشورة، وله مقالات دورية ثابتة في عدد من كبريات الصحف والمجلات العربية ومنها مجلة “الوعي الإسلامي”.

## وفاته
فقدته الأمة الإسلامية يوم الجمعة 9 شوال 1432 هـ الموافق 9 سبتمبر 2011م عن عمر ناهز 70 سنة.